# Xaromi
Xaromi (en rus: Шаромы) és un poble del krai de Kamtxatka, a Rússia, que el 2020 tenia 434 habitants. Pertany al districte de Mílkovo.